# 1017

## Esdeveniments

### Països Catalans
- Berenguer Ramon I esdevé comte de Barcelona.

### Món
- Garcia II de Castella és nomenat comte de Castella.
- Es promulguen els Furs de Lleó.

## Naixements
- 29 d'octubre: Enric III el Negre, emperador del Sacre Imperi Romanogermànic.

## Necrològiques

### Països Catalans
- Gausfred de Cabrera, senyor de Cabrera, fundador del llinatge dels Cabrera.
- Ramon Borrell, comte de Barcelona, Girona i Osona.

### Món
- Sanç I Garcia de Castella, comte de Castella
- 5 de juny: Sanjō Tennō, emperador del Japó.